# Ponticola rizensis
A Ponticola rizensis a csontos halak (Osteichthyes) főosztályának a sugarasúszójú halak (Actinopterygii) osztályába, ezen belül a sügéralakúak (Perciformes) rendjébe, a gébfélék (Gobiidae) családjába és a Benthophilinae alcsaládjába tartozó faj.

## Előfordulása
A Ponticola rizensis ázsiai gébféle. Törökország endemikus hala. Csak a Rize tartományhoz tartozó İyidere körzetben található meg.

## Megjelenése
Ez a hal általában 8,7 centiméter hosszú, de akár 12,4 centiméteresre is megnőhet. Hátúszóján 8 tüske van. Pofája 1,6-1,8-szor, míg a szemek közti rész 0,7-0,9-szer hosszabb, mint szemének az átmérője. Tarkóját teljes egészében nagy pikkelyek fedik.

## Életmódja
Ez az édesvízi hal, Törökország csak egyik forrásában található meg. Az élőhelye a tengertől 3,4 kilométer távolságban fekszik és 11 méterrel a tengerszint fölött helyezkedik el.